# Köbi Frei
Pour les articles homonymes, voir Frei.
Köbi Frei, né le 6 mars 1959 à Heiden, est une personnalité politique appenzelloise, membre de l'Union démocratique du centre (UDC). Il est membre du Conseil d'État d'Appenzell Rhodes-Extérieures de juin 2003 à mai 2019.

## Biographie
Köbi Frei naît le 6 mars 1959 à Heiden, dans le canton d'Appenzell Rhodes-Extérieures.
Il grandit à Heiden. Après son école obligatoire, il fait un apprentissage de mécanicien sur machines. Il obtient sa maîtrise fédérale en 1985 et travaille dans plusieurs PME jusqu'en 1995. L'année suivante, il crée sa propre entreprise de machines de constructions à Saint-Gall. Il la dirige jusqu'à son élection au gouvernement appenzellois en 2003.
Il est commandant d'unité, puis chef d'état-major dans l'aviation à l'armée.
Il est séparé et père de deux filles. Il habite à Heiden.

## Parcours politique
Il est membre de l'UDC.
Il siège au Conseil cantonal d'Appenzell Rhodes-Extérieures de 1998 à 2003, où il est chef du groupe UDC.
Il est conseiller d'État du canton d'Appenzell Rhodes-Extérieures du 1er juin 2003 au 31 mai 2019, à la tête du Département des finances,. Il est élu au deuxième tour le 6 avril 2003, boutant pour trois ans le Parti socialiste hors du gouvernement. Il est réélu le 11 mars 2007 sur une liste commune avec les six autres candidats et le 13 février 2011,, alors que seuls sept candidats se présentent à l'élection. La même année, il échoue face à Andrea Caroni dans sa tentative de décrocher un siège au Conseil national. En 2015, lors de sa troisième et dernière réélection (le nombre de mandats successifs est limité à quatre), il obtient le plus mauvais résultat des cinq élus après avoir été critiqué pour les honoraires élevés touchés par le conseil d'administration du réseau hospitalier cantonal dont il est membre. Deux ans plus tard, alors qu'il aurait dû devenir Landammann selon les règles non écrites d'ancienneté, le Parti libéral-radical décide de lancer la candidature de Paul Signer contre lui. Celui-ci l'emporte nettement, par 9 655 voix contre 5 400.

### Réalisations et bilan de son action au gouvernement
Sous sa direction, le taux cantonal d'imposition sur les bénéfices des personnes morales est divisé par deux pour s'établir à 6 % au 1er janvier 2018, soit le taux le plus bas de Suisse. Il remporte sept des huit votations populaires organisées au cours de ses quatre mandats. Sa seule défaite est l'abrogation en 2012 des forfaits fiscaux dans le canton, à laquelle il était opposé.
Il est longtemps considéré comme l'homme fort du gouvernement. Le magazine Bilan l'élit à deux reprises meilleur directeur des finances de Suisse.